# Agnotecous tapinopus
Agnotecous tapinopus är en insektsart som beskrevs av Henri Saussure 1878. Agnotecous tapinopus ingår i släktet Agnotecous och familjen syrsor. Inga underarter finns listade i Catalogue of Life.